# Burgstraße (metrostation)
Burgstraße is een metrostation in het stadsdeel Borgfelde/
Hamm van de Duitse stad Hamburg. Het station werd geopend op 2 januari 1967 en wordt bediend door de lijnen U2 U4 van de metro van Hamburg.